# Hollenthon
Hollenthon je austrijski simfonijski/melodični death metal sastav. Grupu je izvorno kao black metal projekt pod imenom Vuzem 1994. godine osnovao pjevač, gitarist, klavijaturist i basist Martin Schirenc, također član death metal grupe Pugnent Stench. Sastav se 1999. godine preimenovao u Hollenthon, prema istoimenom austrijskom gradiću gdje je sastav bio osnovan.

## Povijest

### Početci (1994. – 1998.)
Godine 1994. Martin Schirenc, pjevač i gitarist death metal sastava Pugnent Stench, osnovao je samostalni black metal projekt Vuzem; Vuzem je nastao jer je Schirenc želio eksperimentirati s različitim glazbenim utjecajima i spojiti ih s ekstremnim metalom. Schirenc je nazvao skupinu prema imenu trgovine koja je prodavala kožnu odjeću. Sastav je 1995. godine objavio svoje jedine dvije pjesme "Invocation" i "Von denen Bluthsaugern" na split albumu A.B.M.S.: Norici Obscura Pars; Pjesme su zadobile pozitivne kritike te je Schirenc planirao snimiti i objaviti debitantski studijski album grupe, no njegove su razne druge obveze odgađale realizaciju takvog plana. Schirenc je nakon nekog vremena skladao novi glazbeni materijal koji nije imao nikakvih dodirnih točaka s njegovim prethodnim radom u Vuzemu te je taj isti nedovršeni materijal krajem 1998. godine Silenius, iz skupina Summoning i Abigor, na Schirencevu inicijativu odnio diskografskoj kući Napalm Records koja se zainteresirala za sastav te je uskoro potpisala i ugovor sa Schirencom. Nakon potpisivanja ugovora Schirenc je ubrzo promijenio ime grupe u Hollenthon kako bi izbjegao probleme oko autorskih prava.

### Domus Mundi,With Vilest of Worms to Dwelli sedmogodišnja pauza (1999. – 2007.)
Ubrzo nakon što je Vuzem promijenio ime u Hollenthon, sastav je objavio svoj prvi studijski album, Domus Mundi, u srpnju 1999. godine te je album kritički bio dobro prihvaćen. Bubnjeve na albumu svirao je Mike Gröger, dok je sve ostale instrumente svirao Schirenc. Dvije godine kasnije, u lipnju 2001., Hollenthon je objavio svoj drugi studijski album, With Vilest of Worms to Dwell. 
Nakon objave With Viles of Worms to Dwella, sastav je na neko vrijeme prestao s radom pošto se Schirenc želio usredotočiti na svoj drugi projekt, Pugnent Stench.
Godine 2007. sastavu su se pridružili gitarist Martin Molokh, poznat po svome radu u istoimenoj death metal skupini Molokh te basist Gregor "El Gore" Marboe.

### Opus MagnumiTyrants and Wraiths(2008. – danas)
Nakon gotovo sedam godina pauze u radu te raspada Schirencovog glavnog sastava Pugnent Stench, Hollenthon je objavio svoj treći studijski album Opus Magnum. Poslije objave albuma Schirenc je najavio kako će skupina češće nastupati na koncertima nego prije, komentirajući kako je Hollenthon "stvaran sastav, a ne samo studijski projekt". Godine 2009., samo godinu dana kasnije, sastav je objavio svoj prvi EP pod nazivom Tyrants and Wraiths. 
Godine 2010. Marboe je napustio grupu te joj se kao njegova zamjena iste godine pridružio basist Max Reif, također član grupa Zombie Inc. i Molokh.

## Članovi sastava
| Trenutna postava - Martin Schirenc – vokali, gitara, klavijature (1999. – danas), bas-gitara (1999. – 2007.) - Mike Gröger – bubnjevi (1999. – danas) - Martin Molokh – gitara (2007. - danas) - Max Reif – bas-gitara, prateći vokali (2010. - danas) | Bivši članovi - Elena Schirenc – vokali (1999. – 2009.) - Gregor "El Gore" Marboe – bas-gitara, prateći vokali (2007. – 2010.) Bivši koncertni članovi - Mario Klausner – bas-gitara - Werner Freinbichler – gitara |

## Diskografija
Studijski albumi
- Domus Mundi (1999.)
- With Vilest of Worms to Dwell (2001.)
- Opus Magnum (2008.)

EP-ovi
- Tyrants and Wraiths (2009.)

## Vanjske poveznice

### Mrežna mjesta
- Hollenthon na Facebooku